# Carl Moser (politico)

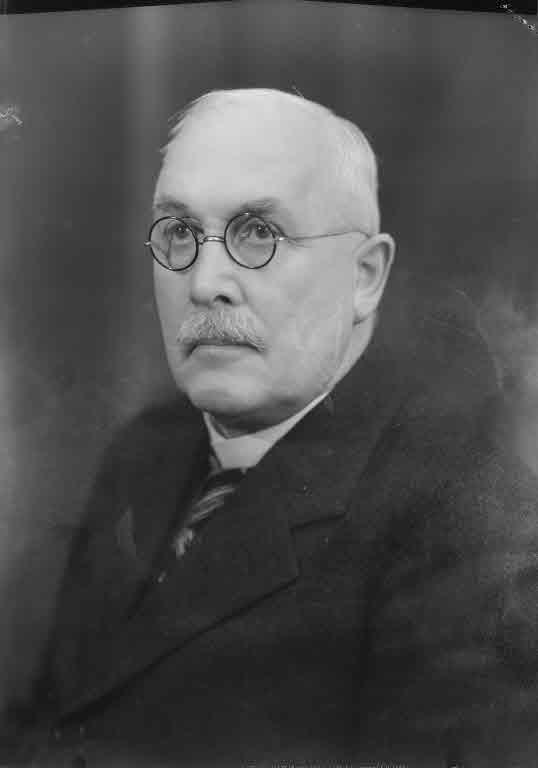
Carl Moser

Carl Moser (Rüderswil, 23 marzo 1867 – Berna, 20 novembre 1959) è stato un politico e agronomo svizzero.

## Carriera politica
Laureato in ingegneria agraria, guidò da consigliere di Stato del Cantone di Berna il dicastero per l'agricoltura e le attività forestali dal 1908 al 1931.
Dal 1914 al 1919 fu membro della direzione nazionale del Partito Liberale Radicale, per passare poi in quell'anno al Partito dei contadini, degli artigiani e dei borghesi.
Dal 1914 al 1919 sedette al Consiglio nazionale, mentre dal 1919 al 1935 al Consiglio degli Stati.
La figlia Olga ha sposato il cantante lirico Felix Loeffel.